# Rincón del Torozo
Rincón del Torozo este o arie protejată (arie specială de conservare — SAC, sit de importanță comunitară — SCI) din Spania întinsă pe o suprafață de 326,42 ha, integral pe uscat.

## Localizare
Centrul sitului Rincón del Torozo este situat la coordonatele 39°28′54″N 5°02′32″W / 39.4817°N 5.0422°V.

## Înființare
Situl Rincón del Torozo a fost declarat sit de importanță comunitară în decembrie 1997 pentru a proteja 10 specii de animale. Situl a fost protejat și ca arie specială de conservare în mai 2015.

## Biodiversitate
Situată în ecoregiunea mediteraneană, aria protejată conține 7 habitate naturale: Păduri de Quercus suber, Peșteri inaccesibile publicului, Păduri de Quercus ilex și Quercus rotundifolia, Pante stâncoase silicioase cu vegetație casmofită, Matorral arborescenți cu Juniperus spp., Dehesas cu Quercus spp. perene, Pajiști uscate europene.
La baza desemnării sitului se află mai multe specii protejate:
- păsări (3): uliu porumbar (Accipiter gentilis), acvilă de munte (Aquila chrysaetos), turturică (Streptopelia turtur)
- mamifere (7): vidră de râu (Lutra lutra), liliac cu aripi lungi (Miniopterus schreibersii), liliac cărămiziu (Myotis emarginatus), liliac comun (Myotis myotis), liliacul mediteranean cu potcoavă (Rhinolophus euryale), liliacul mare cu potcoavă (Rhinolophus ferrumequinum), liliacul cu potcoavă a lui méhely (Rhinolophus mehelyi)

Pe lângă speciile protejate, pe teritoriul sitului au mai fost identificate 1 specie de păsări, 8 specii de amfibieni, 12 specii de mamifere, 13 specii de reptile.